# Johnny Sasaki
Johnny Sasaki è un personaggio della serie di videogiochi Metal Gear ideata da Hideo Kojima.
Compare tra i personaggi principali di Metal Gear Solid 4: Guns of the Patriots, dove è soprannominato Akiba (per il suo amore verso l'omonimo quartiere di Tokyo, essendo lui un appassionato di elettronica), ma la sua figura viene introdotta già nei precedenti capitoli di Metal Gear Solid.

## Apparizioni e storia
In Metal Gear Solid (1998) e in Metal Gear Solid: The Twin Snakes (2004) Johnny compare come soldato di guardia, quando Solid Snake raggiunge la cella in cui pare tenuto prigioniero il direttore della DARPA. È uno dei cosiddetti "soldati genetici", guidati da membri ribelli della FOXHOUND, ma viene facilmente tramortito e denudato da Meryl, che gli ruba la divisa per infiltrarsi tra i nemici. Già prima di incontrare Meryl, è possibile osservare Johnny dal condotto di aerazione mentre si lamenta di aver preso il raffreddore. Egli compare inoltre quando Snake si trova in cella – dopo aver subìto la tortura di Ocelot – manifestando una propria ricorrente caratteristica comica: il bisogno impellente di recarsi in bagno per problemi intestinali. Johnny soffre difatti di sindrome dell'intestino irritabile, acuita dal fatto che in battaglia è spesso costretto a dissetarsi con acqua non filtrata. Cercando un modo per evadere dalla cella, Snake chiede a Otacon, che è invisibile grazie alla mimetica ottica, di uccidere Johnny, che sta di guardia, ma Otacon rifiuta di farlo. Nel romanzo Metal Gear Solid (2008) Johnny è, oltre che un militare, il tecnico e responsabile dei computer a Shadow Moses, e Otacon ipotizza che i terroristi gli abbiano fatto una sorta di lavaggio del cervello per indurlo a lavorare per loro.
In Metal Gear Solid 2: Sons of Liberty (2001) Johnny milita tra i Mercenari di Gurlukovich assoldati da Solidus, ed è possibile ascoltare alcuni suoi discorsi, sempre alle prese con problemi intestinali, tramite il microfono direzionale, in particolare quando Emma Emmerich s'imbatte in lui dietro a una torretta, mentre attraversa i ponti di collegamento sotto il fuoco dei nemici. In Metal Gear Solid 3: Snake Eater (2004) Naked Snake incontra il nonno di Johnny – che milita nel GRU ed è omonimo del nipote – dopo aver resistito alla tortura di Volgin, ed è possibile assistere a una malinconica conversazione con lui, che mostra una foto della famiglia, se Snake ributta fuori dalla cella il cibo che questi gli porta.
In Metal Gear Solid 4: Guns of the Patriots (2008) Johnny è uno dei quattro membri dell'unità speciale Rat Patrol 01, capeggiata da Meryl. Indossa, nella prima parte del gioco, una maschera da sci. Quando fronteggia Solid Snake, egli si vanta di avere «ben dieci anni di esperienza» in battaglia, ciononostante viene umiliato com'era successo a Meryl nel suo primo incontro con Snake. Rispetto agli altri membri dell'unità, Johnny appare goffo e impreparato, ma verso la fine del gioco si scopre che diverse sue peculiarità (compresi i problemi intestinali) dipendevano dal fatto che, a differenza dei suoi commilitoni, egli – per paura degli aghi – non si faceva iniettare nel sangue le nanomacchine, che sarebbero servite a potenziare artificialmente il suo metabolismo e le sue qualità di soldato. Grazie all'assenza di nanomacchine nel suo corpo, Johnny non subisce contraccolpi quando Liquid Ocelot interrompe il funzionamento del SOP (il sistema gestito dai Patriots) e riesce a non farsi controllare come un burattino da Screaming Mantis. Meryl, che inizialmente lo guardava con sufficienza, si invaghisce a poco a poco di lui, che le salva anche la vita in più di un'occasione, così – dopo aver completato con successo la missione insieme a Solid Snake – i due convolano a nozze.
Johnny compare infine come personaggio giocabile nello spin-off Metal Gear Online (2008).